# Meijin 2024
Il Meijin 2024 è la 49ª edizione del torneo goistico giapponese Meijin. La competizione prevede una serie di tornei per la determinazione dei partecipanti alla lega che deve determinare lo sfidante per il titolo, che ha affrontato il detentore del titolo, Shibano Toramaru.
Nella finale, lo sfidante Ryō Ichiriki Kisei ha sconfitto per 4-2 Shibano, ottenendo così per la prima volta il titolo di Meijin.

## Qualificazioni
|  | Semifinali         | Semifinali      | Semifinali      |     |  | Finale | Finale | Finale |  |
|  |                    |                 |                 |     |  |        |        |        |  |
|  | Shida Tatsuya      | Shida Tatsuya   | B+R             |     |  |        |        |        |  |
|  | Shida Tatsuya      | Shida Tatsuya   | B+R             |     |  |        |        |        |  |
|  | Mizokami Tomochika |                 |                 |     |  |        |        |        |  |
|  |                    | Shida Tatsuya   | Shida Tatsuya   | B+R |  |        |        |        |  |
|  |                    |                 |                 | B+R |  |        |        |        |  |
|  |                    |                 | Numadate Sakiya |     |  |        |        |        |  |
|  | Numadate Sakiya    | Numadate Sakiya | W+R             |     |  |        |        |        |  |
|  | Numadate Sakiya    | Numadate Sakiya | W+R             |     |  |        |        |        |  |
|  | Ogata Masaki       |                 |                 |     |  |        |        |        |  |

|  | Semifinali         | Semifinali         | Semifinali  |              |       | Finale | Finale | Finale |  |
|  |                    |                    |             |              |       |        |        |        |  |
|  | Sada Atsushi       |                    |             |              |       |        |        |        |  |
|  |                    |                    |             |              |       |        |        |        |  |
|  | Yuki Satoshi       | Yuki Satoshi       | W+R         |              |       |        |        |        |  |
|  | Yuki Satoshi       | Yuki Satoshi       | W+R         | Yuki Satoshi |       |        |        |        |  |
|  |                    |                    |             |              |       |        |        |        |  |
|  |                    |                    | Seki Kotaro | Seki Kotaro  | B+3,5 |        |        |        |  |
|  | Seki Kotaro Tengen | Seki Kotaro Tengen | Seki Kotaro | Seki Kotaro  | B+3,5 | W+0,5  |        |        |  |
|  | Seki Kotaro Tengen | Seki Kotaro Tengen |             |              |       |        |        |        |  |
|  | Tsuruta Kazushi    |                    |             |              |       |        |        |        |  |

|  | Semifinali     | Semifinali     | Semifinali     |     |  | Finale | Finale | Finale |  |
|  |                |                |                |     |  |        |        |        |  |
|  | Fujita Akihiko | Fujita Akihiko | W+R            |     |  |        |        |        |  |
|  | Fujita Akihiko | Fujita Akihiko | W+R            |     |  |        |        |        |  |
|  | Ida Atsushi    |                |                |     |  |        |        |        |  |
|  |                | Fujita Akihiko | Fujita Akihiko | B+R |  |        |        |        |  |
|  |                |                |                | B+R |  |        |        |        |  |
|  |                |                | Yokotsuka Riki |     |  |        |        |        |  |
|  | Yokotsuka Riki | Yokotsuka Riki | B+2,5          |     |  |        |        |        |  |
|  | Yokotsuka Riki | Yokotsuka Riki | B+2,5          |     |  |        |        |        |  |
|  | Mutsuura Yuta  |                |                |     |  |        |        |        |  |

|  | Quarti di finale | Quarti di finale | Quarti di finale |          |     | Semifinali | Semifinali | Semifinali |  |  | Finale | Finale | Finale |  |
|  |                  |                  |                  |          |     |            |            |            |  |  |        |        |        |  |
|  |                  |                  |                  |          |     | Cho U      | Cho U      | W+7,5      |  |  |        |        |        |  |
|  |                  |                  |                  |          |     | Cho U      | Cho U      | W+7,5      |  |  |        |        |        |  |
|  |                  |                  | Tanaka Koyu      |          |     |            |            |            |  |  |        |        |        |  |
|  |                  |                  |                  |          |     |            |            |            |  |  |        |        |        |  |
|  |                  |                  |                  |          |     |            |            |            |  |  |        |        |        |  |
|  |                  |                  |                  |          |     |            |            |            |  |  |        |        |        |  |
|  |                  | Cho U            | Cho U            | B+R      |     |            |            |            |  |  |        |        |        |  |
|  |                  |                  |                  |          |     |            |            |            |  |  |        |        |        |  |
|  |                  |                  | Rin Kono         |          |     |            |            |            |  |  |        |        |        |  |
|  |                  |                  |                  |          |     |            |            |            |  |  |        |        |        |  |
|  |                  |                  |                  |          |     |            |            |            |  |  |        |        |        |  |
|  |                  |                  |                  |          |     |            |            |            |  |  |        |        |        |  |
|  |                  | Fukuoka Kotaro   |                  |          |     |            |            |            |  |  |        |        |        |  |
|  |                  |                  |                  |          |     |            |            |            |  |  |        |        |        |  |
|  |                  |                  | Rin Kono         | Rin Kono | B+R |            |            |            |  |  |        |        |        |  |
|  | Rin Kono         | Rin Kono         | Rin Kono         | Rin Kono | B+R | W+R        |            |            |  |  |        |        |        |  |
|  | Rin Kono         | Rin Kono         |                  |          |     |            |            |            |  |  |        |        |        |  |
|  | Yoda Norimoto    |                  |                  |          |     |            |            |            |  |  |        |        |        |  |

## Torneo
- W indica vittoria col bianco
- B indica vittoria col nero
- X indica la sconfitta
- +R indica che la partita si è conclusa per abbandono
- +N indica lo scarto dei punti a fine partita
- +F indica la vittoria per forfeit
- +T indica la vittoria per timeout
- +? indica una vittoria con scarto sconosciuto
- V indica una vittoria in cui non si conosce scarto e colore del giocatore

| Giocatore          | Y.I. | R.I. | Y.Z. | K.Y.  | K.K. | S.K.  | C.U.  | T.S.  | A.F.  | Risultato | Note                    |
| ------------------ | ---- | ---- | ---- | ----- | ---- | ----- | ----- | ----- | ----- | --------- | ----------------------- |
| Yūta Iyama Oza     | –    | X    | X    | B+R   | W+R  | B+R   | W+R   | B+R   | W+R   | 6-2       | 3                       |
| Ryo Ichiriki Kisei | W+R  | –    | B+R  | W+3,5 | B+R  | W+R   | B+R   | W+R   | B+R   | 8-0       | Qualificato alla finale |
| Yu Zhengqi         | B+R  | X    | –    | B+6,5 | W+R  | B+R   | W+2,5 | B+R   | W+0,5 | 7-1       | 2                       |
| Keigo Yamashita    | X    | X    | X    | –     | X    | W+R   | B+3,5 | W+2,5 | B+R   | 4-4       | 5                       |
| Kyo Kagen          | X    | X    | X    | W+R   | –    | B+1,5 | W+R   | B+R   | W+R   | 5-3       | 4                       |
| Seki Kotaro        | X    | X    | X    | X     | X    | –     | X     | W+0,5 | X     | 1-7       | Retrocesso              |
| Cho U              | X    | X    | X    | X     | X    | W+0,5 | –     | B+1,5 | X     | 2-6       | Retrocesso              |
| Tatsuya Shida      | X    | X    | X    | X     | X    | X     | X     | –     | X     | 0-8       | Retrocesso              |
| Akihiko Fujita     | X    | X    | X    | X     | X    | W+R   | B+R   | W+R   | –     | 3-5       | Retrocesso              |

## Finale
La finale è stata una sfida al meglio dei sette incontri tra il detentore del titolo, Shibano Toramaru, e il vincitore della Lega, Ryō Ichiriki Kisei.